# Џебе
Џебе су насељено мјесто у Босни и Херцеговини у општини Завидовићи које административно припада Федерацији Босне и Херцеговине. Према попису становништва из 1991. у насељу је живјело 256 становника.

## Становништво
| Демографија | Демографија | Демографија |
| Година      | Становника  | Становника  |
| ----------- | ----------- | ----------- |
| 1948.       | 67          |             |
| 1953.       | 98          |             |
| 1961.       | 115         |             |
| 1971.       | 163         |             |
| 1981.       | 248         |             |
| 1991.       | 256         |             |